# Hvalfjarðargöng

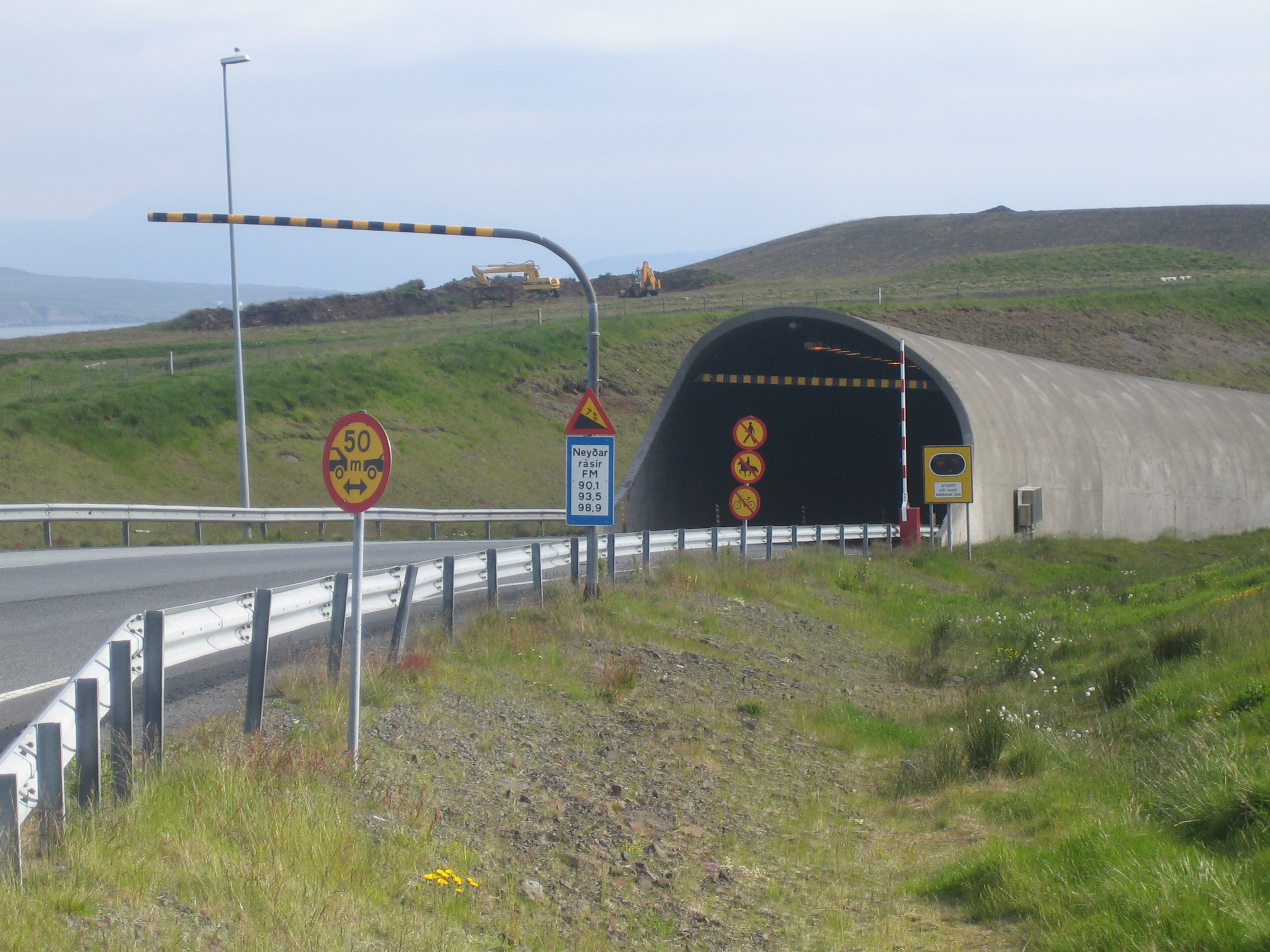
Zuidelijke ingang van de tunnel.

De Hvalfjarðargöng ("Walvisfjordtunnel") is een tunnel in het zuidwesten van IJsland op ongeveer 35 kilometer afstand van Reykjavík. De tunnel ligt onder de fjord Hvalfjörður en is een onderdeel van de Hringvegur. Hij is 5762 meter lang en op het diepste punt bevindt men zich 165 meter onder de zeespiegel. De Hvalfjarðargöng werd geopend op 11 juli 1998. Omdat men nu de hele Hvalfjörður niet meer hoeft om te rijden, verkort de tunnel de afstand van Reykjavík naar het noorden en westen van IJsland met 45 kilometer en de afstand naar Akranes met 60 kilometer. De tunnel is IJslands enige onderwatertunnel. Sinds 28 september 2018 wordt er geen tol meer geheven.
In 2010 bleek tijdens de jaarlijkse EuroTAP-tunneltest dat de Hvalfjarðargöng de enige Europese tunnel is met het predicaat 'Slecht'. Motivatie voor het slechte oordeel is onder andere dat de tunnel slechts op enkele punten beschikt over videobewaking, er is geen automatisch brandmeldsysteem, de rookafvoer is onvoldoende en er zijn te weinig nooduitgangen die ook nog eens slecht verlicht zijn.